# Талас (Жамбылский район)
Тала́с (каз. Талас) — станция в Жамбылском районе Жамбылской области Казахстана, входит в состав Акбулымского сельского округа. Код КАТО — 314035200.

## Население
В 1999 году население станции составляло 522 человека (279 мужчин и 243 женщины). По данным переписи 2009 года, в населённом пункте проживало 1147 человек (565 мужчин и 582 женщины).